# Toti Fernández
Mónica Fernández, conocida como Toti Fernández (n. Ciudad de Guatemala, 18 de marzo de 1968) es una atleta, escritora y empresaria guatemalteca. 

## Trayectoria

### Nacimiento e infancia
Toti Fernández nació en la ciudad de Guatemala el 18 de marzo de 1968, es la más joven de 6 hermanos. Cuando Toti tenía 10 años, sus padres murieron de cáncer pulmonar con 8 meses de diferencia uno del otro, siendo su madre quien falleciera primero.

### Comienzos

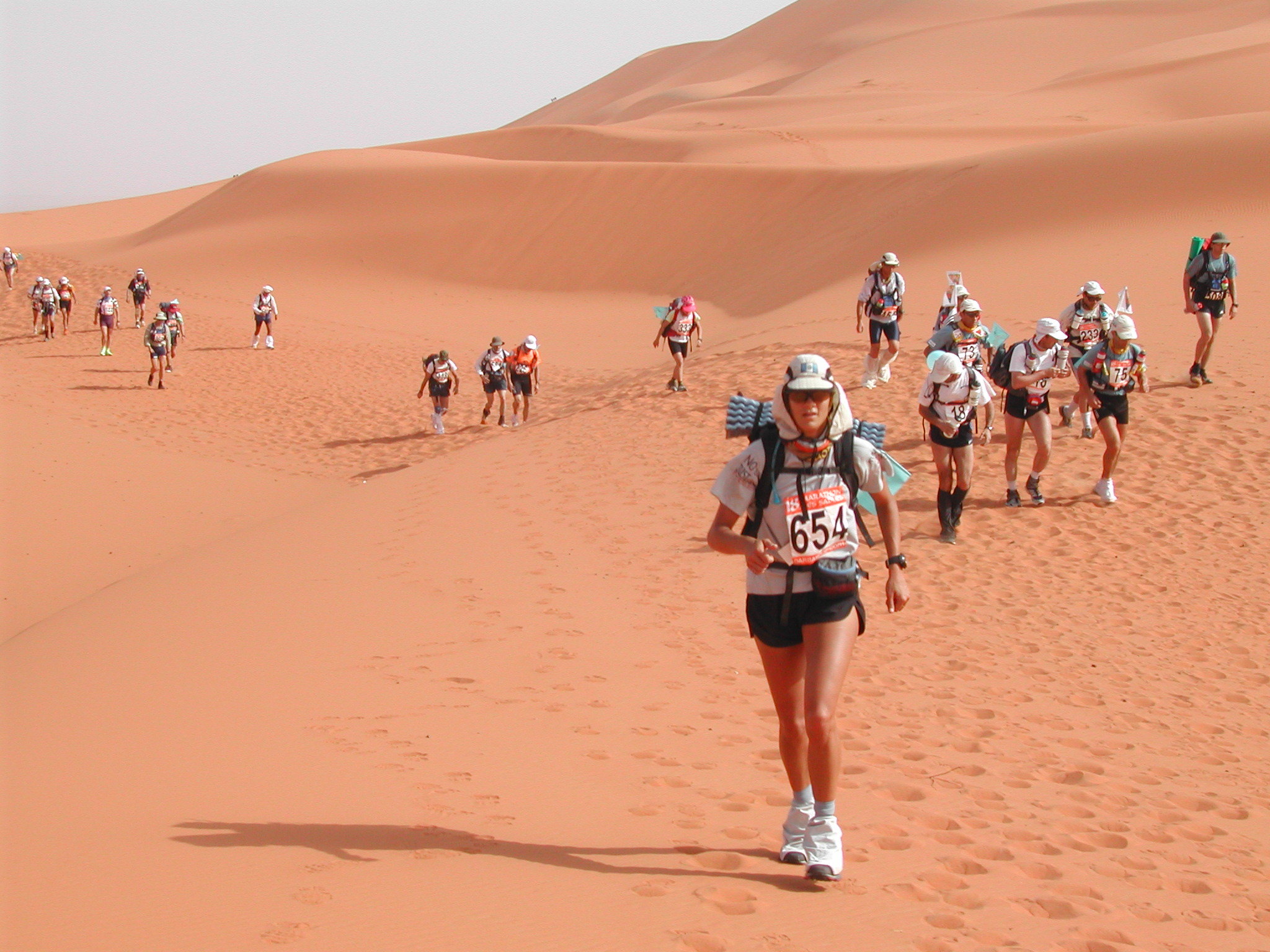
Toti Fernández durante la Marathon Des Sables en el Desierto del Sahara.

Su vida cambia drásticamente cuando se muda a la ciudad de México con una tía, hermana de su padre, quien también fue su tutora. Vivió en 17 casas diferentes y a los 16 años invadida por la rebeldía comienza a fumar hasta dos paquetes de cigarrillos al día. A los 22 años comienza a nadar para contrarrestar los efectos dañinos del cigarrillo, finalmente deja de fumar al encontrar su pasión: el triatlón.

### Trayectoria deportiva

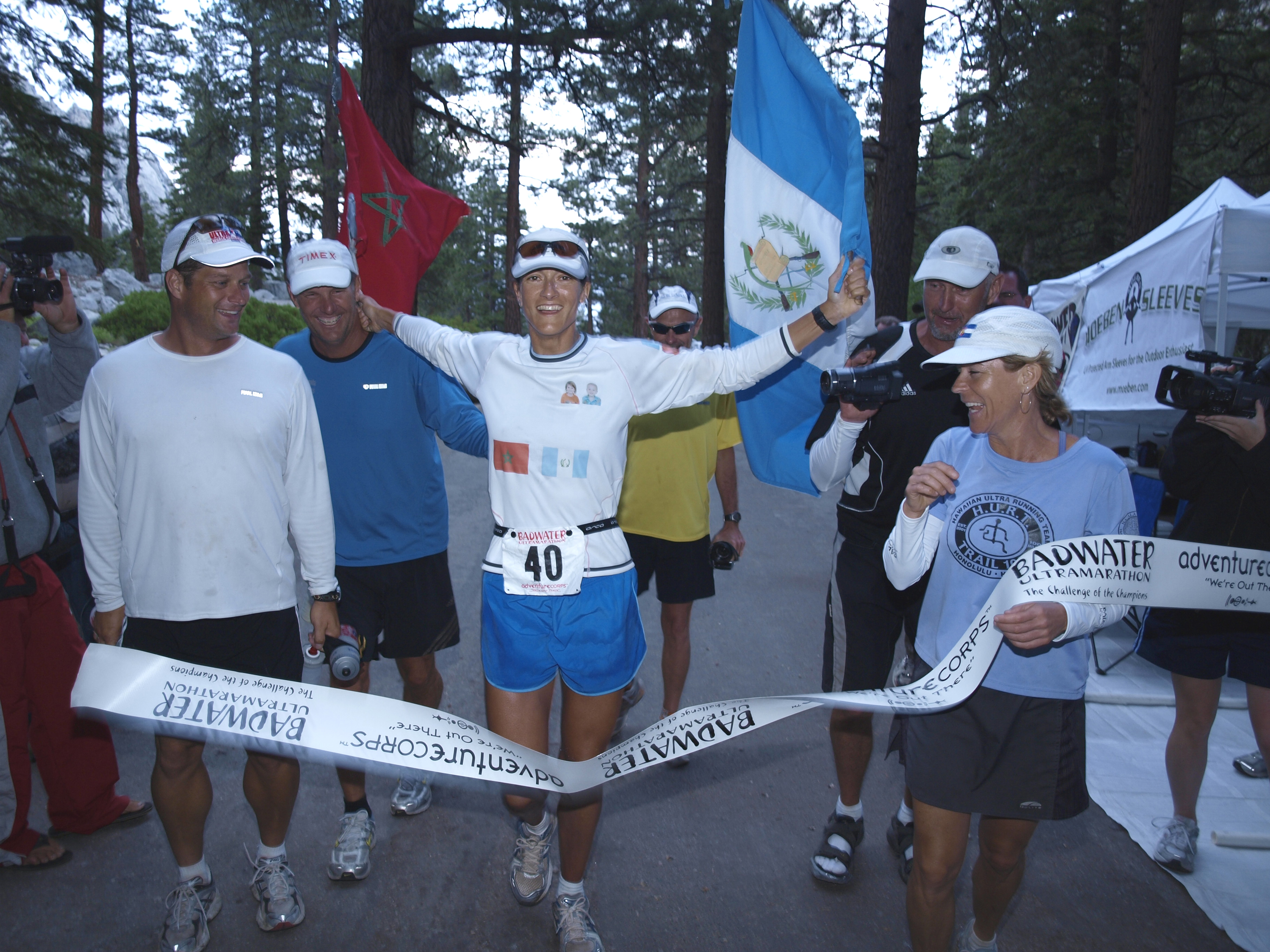
Monica "Toti" Fernández ingresando a la meta en el 2008 durante la Ultramarathon Badwater.

Luego de participar en varias competencias de triatlón Sprint y Olímpicas, decide participar en un Ironman, convirtiéndose en la primera mujer guatemalteca en terminar la competencia en Hawái, en 1997. 
Quiso retarse con distancias más largas y se inscribe en el Ultraman, una triatlón de tres días que circunvala Kona, la isla más grande de Hawái. Se convirtió en bicampeona mundial de Ultraman 2000 y 2001 y decide lanzarse a las Ultramaratones.
Ha participado en tres de las diez carreras más duras del planeta según National Geographic: Marathon des Sables, Badwater y Furnace Creek 508 ahora llamada Silver State 508.
Obtuvo el segundo lugar en la Copa del Valle de la Muerte (Death Valley Cup) que consiste en hacer ambas carreras: Badwater y Furnace Creek 508 en el mismo año calendario.

## Actualidad

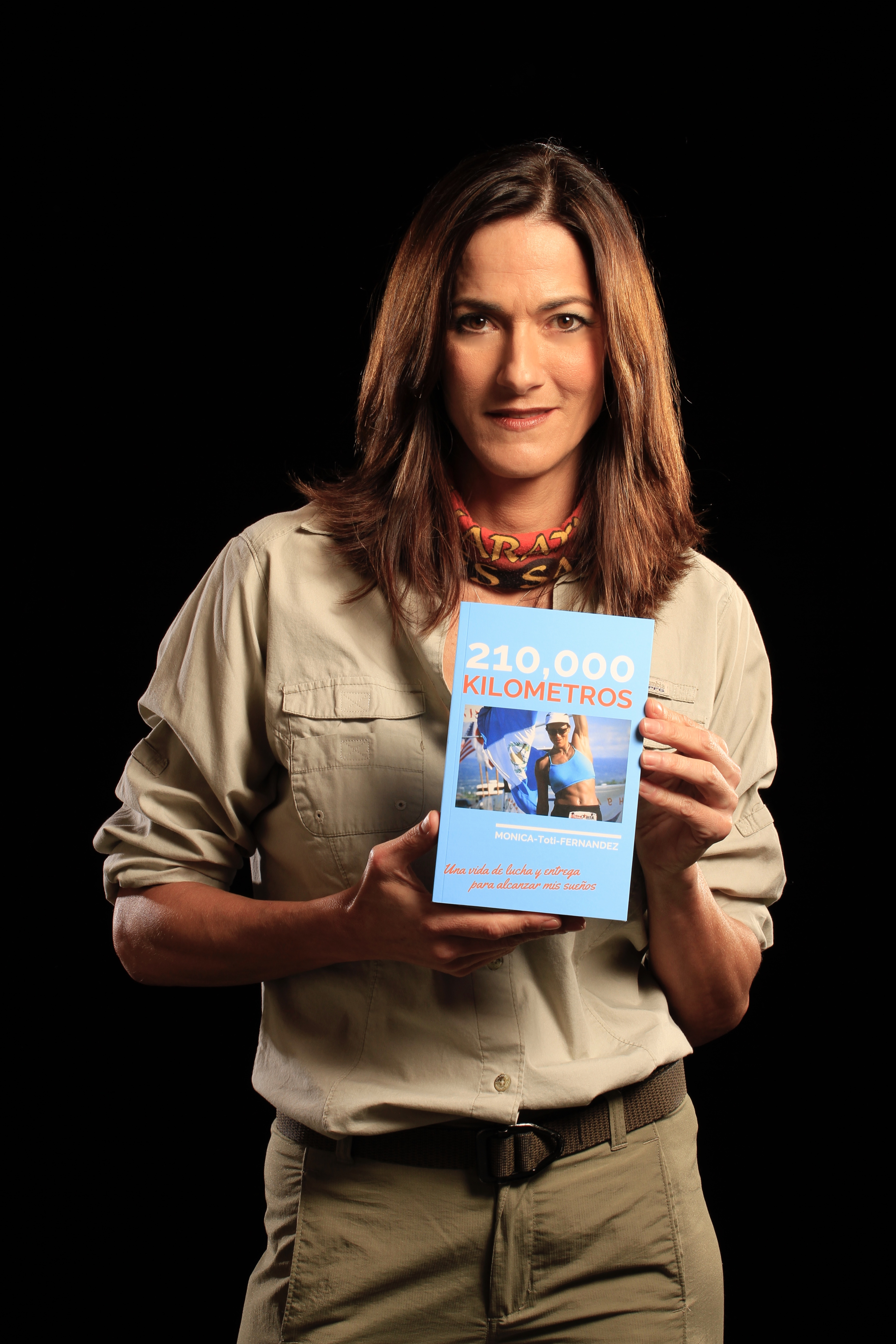
Mónica "Toti" Fernández y su autobiografía 210,000 Kilómetros.

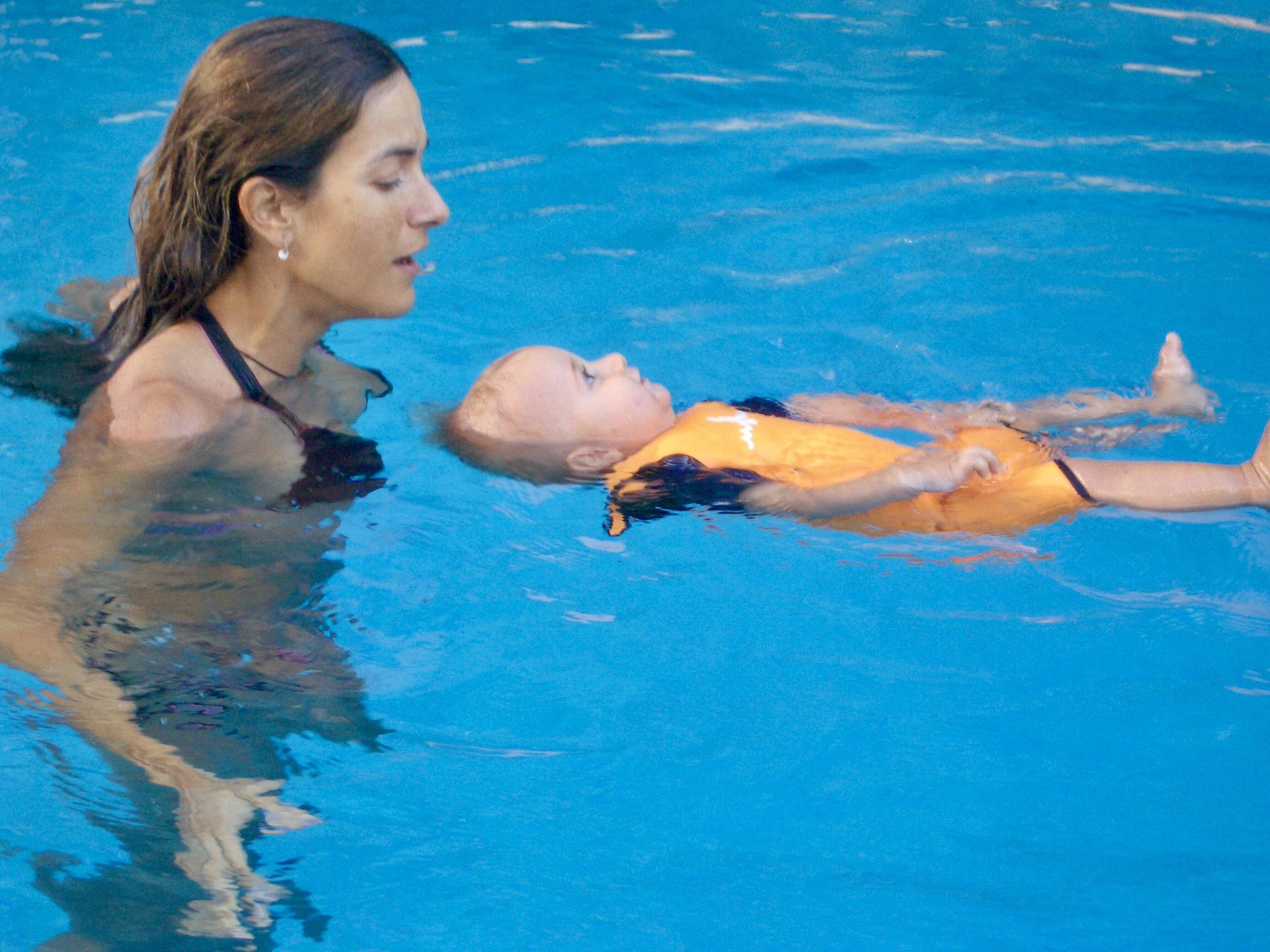
Auto-Rescatarse: aprender a flotar para evitar un ahogamiento.

Toti Fernández reside actualmente en la Ciudad de Guatemala. En 2024, fue galardonada con el prestigioso Premio Quetzal por haber escalado las 37 cumbres más altas de Guatemala, un logro que refleja su compromiso de toda la vida con la resiliencia, la aventura y el crecimiento personal.

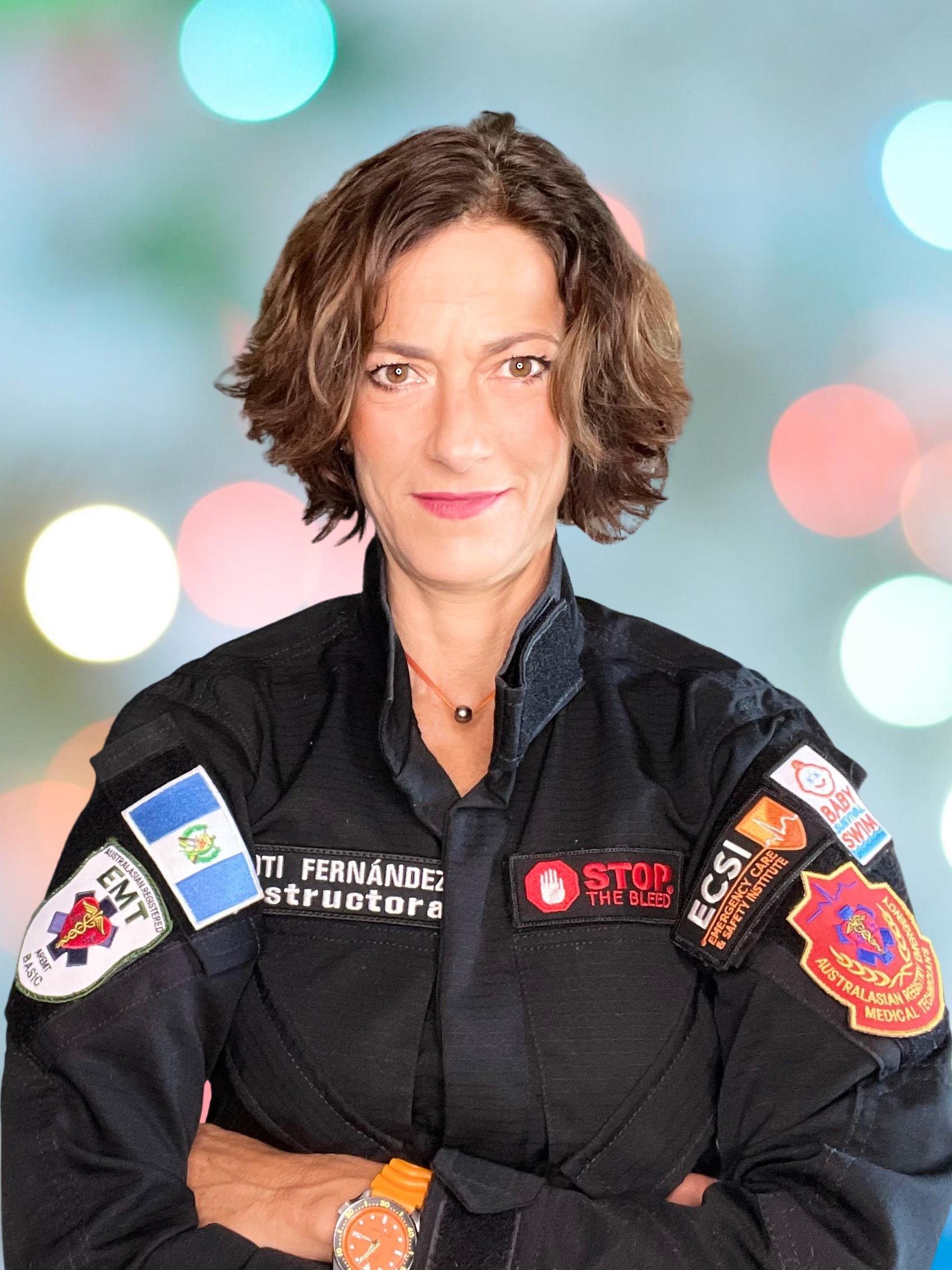
Paramedico y activista en prevención de ahogamientos imparte cursos de primeros auxilios y RCP.

Es fundadora y coach de ReActivate, un programa de transformación diseñado para mujeres mayores de 45 años que desean recuperar su fuerza, energía y autoestima. ReActivate integra entrenamiento físico estructurado, desarrollo mental y empoderamiento emocional. El programa incluye planes de ejercicio personalizados, orientación en nutrición y suplementos, acompañamiento grupal y caminatas mensuales —culminando con un ascenso de dificultad moderada como símbolo de crecimiento personal y compromiso.
Toti también es autora del libro autobiográfico “210,000 kilómetros”, en el que narra su participación en tres de las diez competencias de resistencia más difíciles del mundo, según la revista National Geographic. Entretejiendo su trayectoria deportiva con vivencias personales profundas, el libro transmite un poderoso mensaje sobre cómo superar la adversidad y mantenerse fiel a los propios sueños. Su lema guía: “En la vida, frente a un obstáculo, uno puede elegir ser víctima o guerrero. Yo elegí ser guerrera.”
Como conferencista, Toti imparte talleres y charlas en diversos espacios: desde equipos corporativos y grupos de mujeres, hasta comunidades deportivas y centros educativos. Sus temas incluyen liderazgo, resiliencia, trabajo en equipo, motivación, planificación estratégica, crecimiento personal y cómo enfrentar el miedo. Su misión es inspirar una transformación significativa, guiando a otros a convertir sus sueños en metas y acción.
“Si cada uno de nosotros se convierte en una mejor versión de sí mismo, elevamos no solo nuestras vidas, sino también nuestras comunidades y el mundo que nos rodea.”

## Formación profesional
| Curso | Lugar                            | Año  |
| --- | -------------------------------- | ---- |
| Oratoria profesional | Ciudad de Guatemala, Guatemala   | 2015 |
| AIDA, apnea 2 estrellas | Ciudad de Guatemala, Guatemala   | 2015 |
| Certificación como instructora de CPR o Resucitación Cardiopulmonar (EMS) Emergency First Response                         | Los Angeles, Estados Unidos      | 2013 |
| Título de terapias acuáticas y rehabilitación                                                                              | Florida, Estados Unidos          | 2012 |
| Directora de Programa Swim America                                                                                         | Colorado Springs, Estados Unidos | 2008 |
| Entrenador de natación con American Swimming Coaches Association, nivel 2                                                  | Boulder Colorado, Estados Unidos | 2008 |
| Entrenador de natación con American Swimming Coaches Association, nivel 1                                                  | Boulder Colorado, Estados Unidos | 2007 |
| Curso de Kurt Colby para enseñar a bebés cómo sumergirse                                                                   | Boulder Colorado, Estados Unidos | 2005 |
| STA (Saving lives Teaching Swimming) nivel 1 y 2                                                                           | Londres, Gran Bretaña            | 2005 |
| Trabajó con Janet McCabe natación para niños y bebés                                                                       | Boulder Colorado, Estados Unidos | 2004 |
| Curso de Watsu, Katya Grace                                                                                                | Boulder Colorado, Estados Unidos | 2004 |
| RCP para el rescatista profesional, American Red Cross                                                                     | Boulder Colorado, Estados Unidos | 2000 |
| Entrenamiento de salvavidas y primeros auxilios para mascotas, American Red Cross                                          | Boulder Colorado, Estados Unidos | 2000 |
| Entrenamiento de cuatro años bajo las instrucciones del Entrenador Dave Scott, 6 veces campeón mundial de Ironman en Hawái | Boulder Colorado, Estados Unidos | 1998 |
| Curso de buceo Open Water PADI                                                                                             | Utila, Honduras                  | 1993 |
| Publicidad y Ventas, Universidad Rafael Landívar                                                                           | Ciudad de Guatemala, Guatemala   | 1990 |

## Palmarés
| Competencia                                         | Puesto    | Lugar                          | Año  |
| --------------------------------------------------- | --------- | ------------------------------ | ---- |
| Death Valley Cup                                    | 2º lugar  | California, Estados Unidos     | 2008 |
| Furnace Creek 508, 819 km de ciclismo non-stop      | 2º lugar  | California, Estados Unidos     | 2008 |
| Ultramaratón de Badwater, 217km non-stop            | 7º lugar  | California, Estados Unidos     | 2008 |
| Ironman Western Australia                           | 2º lugar  | Australia                      | 2007 |
| Marathon des Sables                                 | 7º lugar  | Desierto del Sahara, Marruecos | 2003 |
| Ultramaratón de Leadville                           | 7º lugar  | Colorado, Estados Unidos       | 2002 |
| Marathon des Sables                                 | 10º lugar | Desierto del Sahara, Marruecos | 2002 |
| Campeonato Mundial de Ultraman                      | 1º lugar  | Kona Hawaii, Estados Unidos    | 2001 |
| Ironman Canada                                      |           | Penticton, Canadá              | 2001 |
| Campeonato Mundial de Ultraman                      | 1º lugar  | Kona Hawaii, Estados Unidos    | 2000 |
| Ironman Lake Placid                                 |           | Nueva York, Estados Unidos     | 2000 |
| Campeonato Mundial de IRONMAN                       |           | Kona Hawaii, Estados Unidos    | 1998 |
| Quelle Ironman                                      |           | Roth, Alemania                 | 1998 |
| Campeonato mundial de Ironman                       |           | Kona Hawaii, Estados Unidos    | 1997 |
| Campeona nacional de triatlón en distancia olímpica |           | Ciudad de Guatemala, Guatemala | 1995 |
| Primer Tiratlón Sprint                              |           | Ciudad de Guatemala, Guatemala | 1991 |